# Prise d'Oran (1509)
Pour les articles homonymes, voir Siège d'Oran et de Mers el-Kébir.
Conflits algéro-hispaniques
La prise d'Oran est la bataille par laquelle l'Empire espagnol prend possession d'Oran, qui était alors un des principaux ports du Maghreb central aux mains des Zianides de Tlemcen. Elle est menée par le cardinal Cisneros, secondé par Pedro Navarro et s'inscrit dans une politique espagnole qui consiste à s'emparer des points stratégiques sur le littoral nord-africain pour assurer sa sécurité maritime. 
Le cardinal Cisneros organise une attaque maritime combinée à une attaque terrestre par le débarquement à Mers el-Kébir, place forte à proximité d'Oran qui a été conquise en 1505.
La prise de la ville est suivie par le massacre des populations, la fuite des habitants, la razzia des populations voisines et la d'une transformation d'une synagogue et de deux mosquées en églises.